# Lambrusco

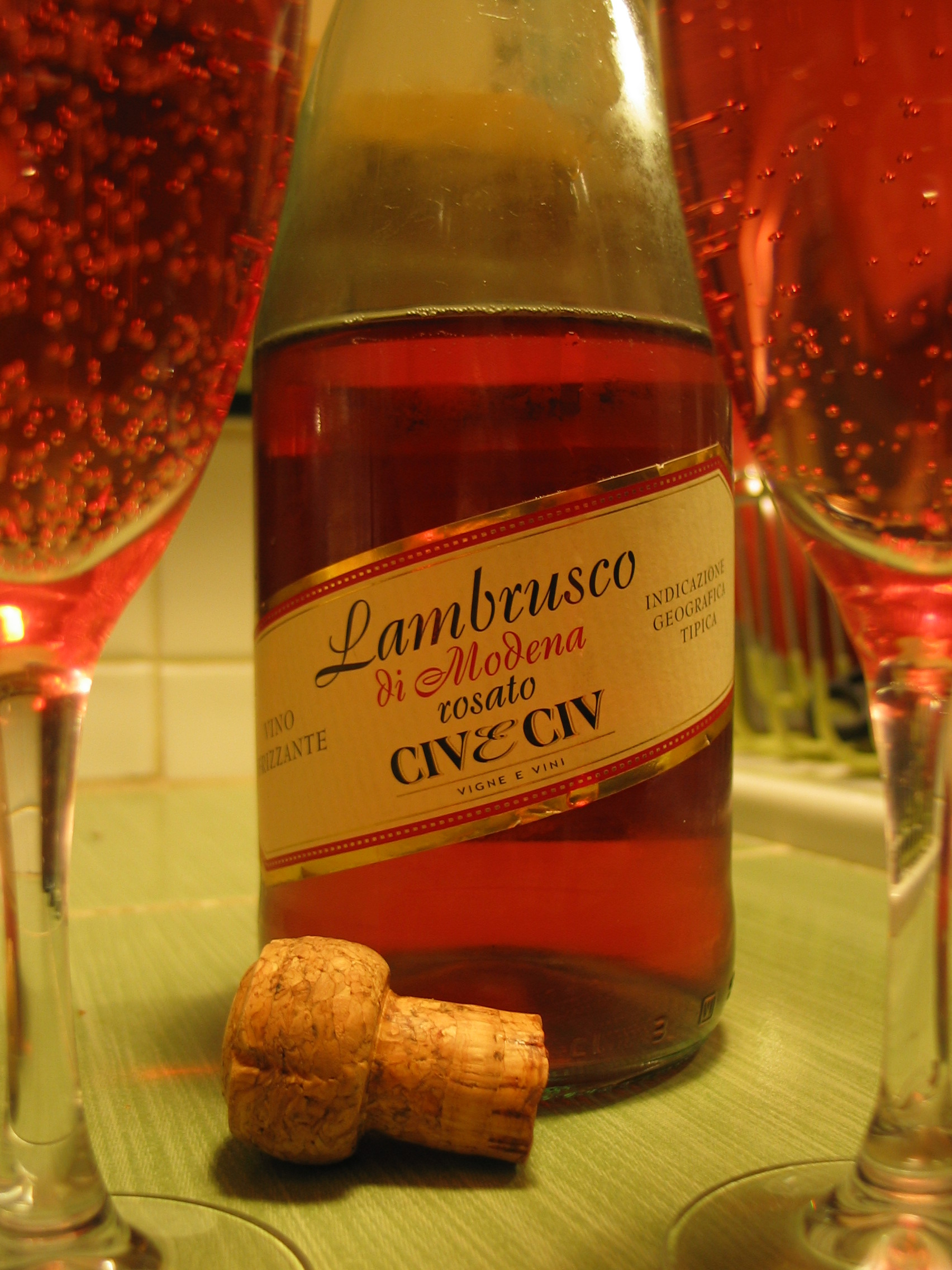
Botella de Lambrusco Rosado.

Lambrusco es una variedad de uva a partir de la cual se elabora el vino italiano del mismo nombre. Ambos son originarios de cuatro zonas en Emilia-Romaña y una en Lombardía, situadas principalmente alrededor de las provincias centrales de Módena, Parma, Reggio Emilia y Mantua. El uso de esta uva en la industria vitivinícola es de larga data: existe evidencia arqueológica de que los etruscos la cultivaban y, en la época romana, era muy apreciada por su productividad y alto rendimiento. Catón el Viejo señaló que con la producción de dos tercios de un acre se podía hacer vino suficiente como para llenar 300 ánforas.
Entre los vinos elaborados con esta uva, los más valorados son los tintos espumosos y frizzantes (ligeramente efervescentes) pensados para beberse jóvenes. Proceden de una de las ocho regiones de Lambrusco con denominazione di origine controllata (DOC): Colli di Parma Lambrusco, Lambrusco Grasparossa Castelvetro, Lambrusco di Sorbara, Lambrusco Salamino di Santa Croce, Reggiano Lambrusco, Colli di Scandiano e Canossa Lambrusco, Módena Lambrusco, y Lambrusco Mantovano. En las décadas de 1970 y 1980, el Lambrusco dulce fue el vino importado más vendido en Estados Unidos. En esa época,  también se producía lambrusco blanco y rosado acortando el período de contacto de los hollejos con el mosto.

## Uva

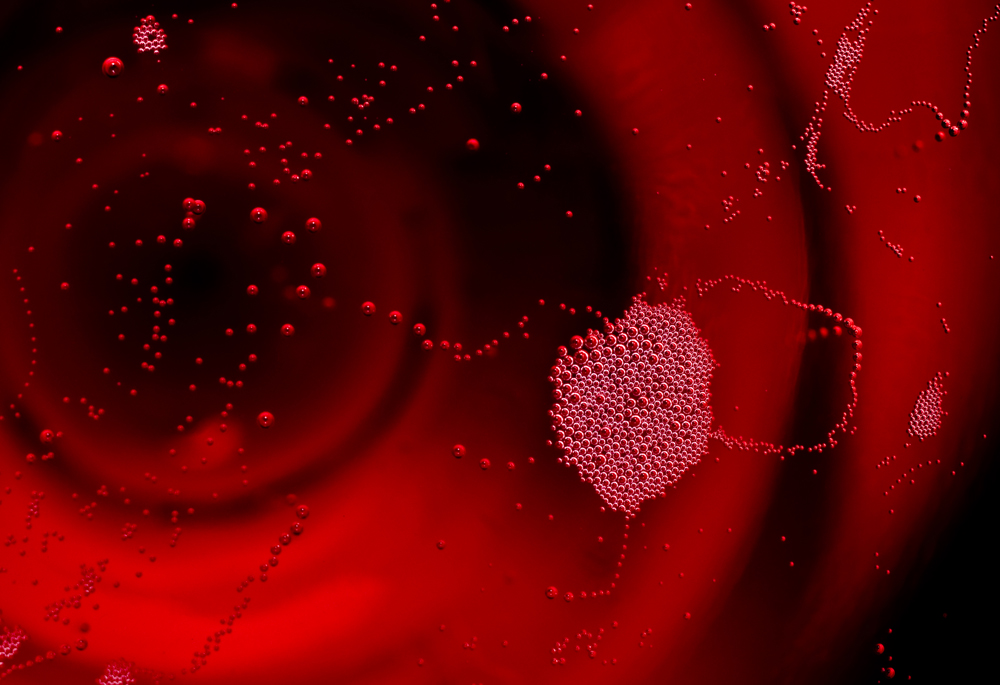
Efervescencia en un vaso de «Lambrusco Grasparossa di Castelvetro».

Las seis variedades de uva más comunes son Lambrusco Grasparossa, Lambrusco Maestri, Lambrusco Marani, Lambrusco Montericco, Lambrusco Salamino y Lambrusco Sorbara. Todas estas diversas uvas Lambrusco son originarias de Emilia. La mayoría de los Lambruscos son producidos a partir de uvas de una variedad de Lambrusco y adicionalmente se mezcla a menudo con  otras uvas de mezcla específicas (max 15%.): tales como Ancellotta (por color), Marzemino, Malbo Gentile, Cabernet Sauvignon (para el cuerpo y estructura), y otros. Las viñas están podadas a menudo muy por encima del suelo para evitar el desarrollo de mildiu.  La uva en sí no es muy dulce, pero muchas de las versiones comerciales de Lambrusco son endulzadas mediante fermentación parcial o con la adición de mosto concentrado rectificado. Cuando no hay fermentación dulce, la uva Lambrusco es capaz de producir un vino seco excelente, con notas de fresa y un acabado ligeramente amargo.
A finales del siglo XX, los ampelógrafos habían identificado más de 60 variedades de Lambrusco repartidas por toda Italia, incluyendo Piamonte, Sicilia y el Véneto. La variedad más plantada es el Lambrusco Salamino.

## Vino italiano

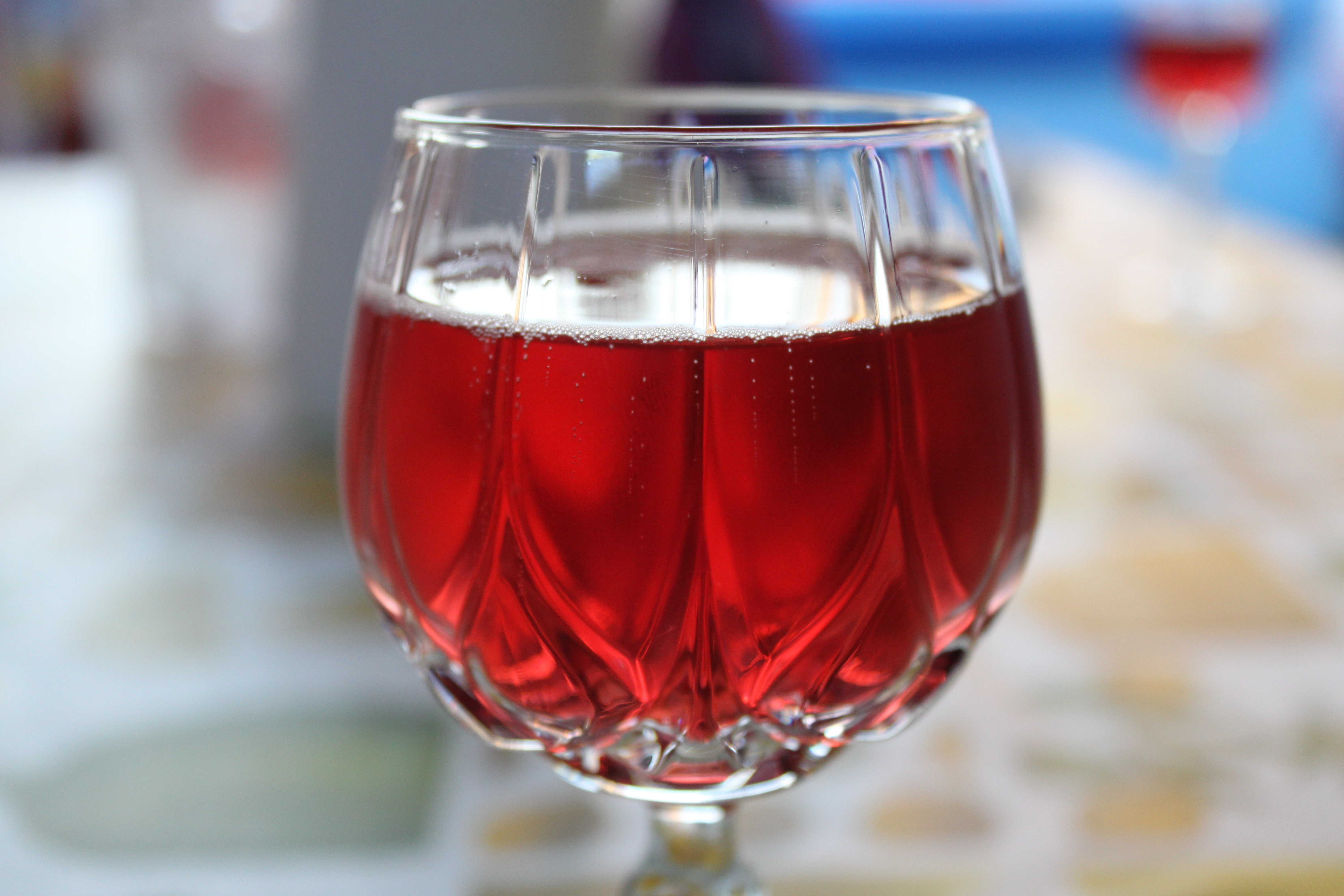
Un vaso de Lambrusco

Hoy en día, hay varios niveles de sequedad/dulzura, incluyendo secco (seco), amabile (semiseco/dulce) y dolce (muy dulce). Dulce Lambrusco se hizo muy popular en los Estados Unidos a finales de los años 1970 y 1980, alcanzando un máximo de más de 13 millones de cajas exportadas al país en 1985. El vino se caracteriza por altos sabores de acidez y bayas. Muchos de los vinos que ahora se exportan a los Estados Unidos incluyen una mezcla de Lambruscos de los diferentes DOCs y se venden bajo la Indicazione Geografica Tipica (IGT) designación Emilia.
El vino rara vez se hace en un estilo «champagne» (metodo classico). Se hace normalmente con el proceso charmat, donde se lleva a cabo una segunda fermentación en un tanque presurizado.

### Regiones vinícolas
- Lambrusco Grasparossa di Castelvetro: La región productora de vino más pequeña ubicada al sur de la ciudad de Módena, de donde procede el Grasparossa, que se compone del 85% de vino y que requiere DOC. El vino de esta región es típicamente seco, con una coloración rojo púrpura profunda.[3] Grasparossa produce el Lambrusco más tánico.[1] Esta variedad de Lambrusco posee reconocimiento como Designación de Origen Protegida (PDO) dentro de la Unión Europea desde 1973 y a nivel internacional como denominación de origen conforme al sistema de Lisboa, desde 2015.[6][7]
- Lambrusco Mantovano: La única región productora de Lambrusco fuera de Emilia Romagna es la región de Lombardía. Este estilo es típicamente seco pero algunos estilos semisecos también se hacen.[8]
- Lambrusco Reggiano- La región de mayor producción de Lambrusco y la fuente de la mayor parte de los vinos designados para exportación de DOC. Las 4 uvas Lambrusco que se pueden utilizar son Maestri, Marani, Montericco, y Salamino. Hasta un 15% de uvas Ancellotta están permitidas en DOC también. Las versiones dulces del vino están típicamente en el cuerpo ligero de estilo frizzante mientras que los vinos más secos son de color más oscuro.[3]
- Lambrusco Salamino di Santa Croce: Situado 7 (11 km) al oeste de la aldea Sorbara, los vinos de esta región deben estar compuesto por al menos el 90% del Salamino local. Los vinos son típicamente de color claro y el cuerpo con un estilo frizzante siendo ambos en estilos semidulces y secos.[3] La variedad debe su nombre a la semejanza de los racimos de uvas a una salchicha de salami.[4] Esta variedad de Lambrusco posee reconocimiento como Designación de Origen Protegida (PDO) dentro de la Unión Europea desde 1973 y a nivel internacional como denominación de origen conforme al sistema de Lisboa, desde 2015.[9][10]
- Lambrusco di Sorbara: Ubicado al norte de Módena, cerca del pueblo de Sorbara, Sorbara es considerada generalmente como el productor de la mayoría de vinos fragantes de alta calidad. Tiene algunas similitudes con el Lambrusco Salamino pero produce un vino más oscuro. El color puede variar de un rubí a un tono púrpura. En esta región vinícola solo Sorbara y Salamino están permitidos en la DOC, al menos el 60% necesita ser Sorbara.[3] Las variedades Salamino y Sorbara tienden a producir los vinos más ácidos. Una de las razones por la que Sorbara tiende a producir el Lambrusco de mayor calidad es la tendencia de la vid para dejar sus flores, que reduce los rendimientos de fruta y sabores concentrados.[1] Esta variedad posee reconocimiento como Designación de Origen Protegida (PDO) dentro de la Unión Europea desde 1973 y a nivel internacional como denominación de origen conforme al sistema de Lisboa, desde 2015.[11][12]

## Otras regiones
En Australia, se producen diversos vinos de menor calidad (embotellados y en caja) que se venden como «Lambrusco». Por lo general son semidulces, tienen alrededor de un 10% de graduación alcohólica y se los promociona como un producto «fácil de beber».
En Argentina, varios cientos de hectáreas han sido plantadas con la variedad Lambrusco Maestri. El resultado es un vino de excelente calidad, que conserva las características de sus cepas originarias pero con una personalidad más fuerte que, junto con las notas especiadas, de chocolate amargo y tabaco, incluye un fondo frutado que le otorga un equilibrio único.